# Buena Vista (Buena Vista)
Pour les articles homonymes, voir Buena Vista.
Buena Vista est la capitale de la paroisse civile de Buena Vista de la municipalité d'Anaco dans l'Anzoátegui au Venezuela. En 2008, sa population est estimée à environ 1 500 habitants.

## Géographie

### Transports
Buena Vista est distante d'environ 10 kilomètres d'Anaco, chef-lieu de la municipalité, à laquelle elle est reliée par la voie, ou carretera en espagnol, L6-Anaco-El Pao de Barcelona dans la municipalité de Francisco de Miranda.

### Démographie
En 2008, sa population est estimée à 1 500 habitants.

## Lieux d'intérêt
La sainte patronne de Buena Vista est la Vierge de Coromoto à laquelle on voue à la chapelle catholique de Buena Vista. La localité abrite également une maison de la culture et une salle de prières des Témoins de Jéovah.